# 건귁

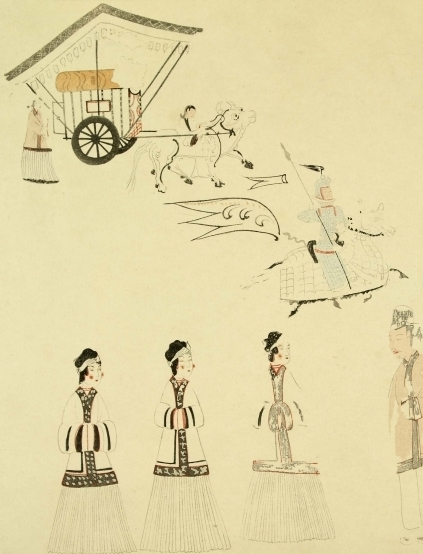
쌍영총 벽화의 건귁 한 여자들.

건귁(巾幗)은 한반도 전통의 여자용 머릿수건이다.
고구려 고분벽화에서부터 나타나며, 6.25 전쟁 이전까지도 흔하였다.